# Niek den Heeten
Niek den Heeten (Bergschenhoek, 5 april 2001) is een Nederlands voetballer die als middenvelder voor ASWH speelt.

## Carrière
Niek den Heeten speelde in de jeugd van CVV Berkel, BVCB en Excelsior, waar hij in 2020 een contract voor een jaar tekende. In het seizoen 2019/20 zat hij al enkele wedstrijden bij de selectie van het eerste elftal, maar hij debuteerde pas het seizoen erna. Dit debuut vond plaats op 28 september 2020, in de met 3-0 verloren uitwedstrijd tegen Jong Ajax. Hij kwam in de 90+1e minuut in het veld voor Julian Baas. Hij kwam in totaal tot vijf invalbeurten voor Excelsior, voor hij naar vv Noordwijk vertrok. Na één seizoen met enkele invalbeurten vertrok Den Heeten naar derdedivisionist ASWH.

### Carrière
| Seizoen                        | Club           | Land           | Competitie     | Competitie | Competitie | Beker | Beker | Totaal | Totaal |
| Seizoen                        | Club           | Land           | Competitie     | Wed.       | Dlp.       | Wed.  | Dlp.  | Wed.   | Dlp.   |
| ------------------------------ | -------------- | -------------- | -------------- | ---------- | ---------- | ----- | ----- | ------ | ------ |
| 2019/20                        | Excelsior      | Nederland      | Eerste divisie | 0          | 0          | 0     | 0     | 0      | 0      |
| 2020/21                        | Excelsior      | Nederland      | Eerste divisie | 4          | 0          | 1     | 0     | 5      | 0      |
| 2021/22                        | vv Noordwijk   | Nederland      | Tweede divisie | 6          | 0          | 0     | 0     | 6      | 0      |
| Carrièretotaal                 | Carrièretotaal | Carrièretotaal | Carrièretotaal | 10         | 0          | 1     | 0     | 11     | 0      |
| Bijgewerkt op 29 november 2021 |                |                |                |            |            |       |       |        |        |